# 摸摸茶
摸摸茶，是一種以咖啡廳、清茶館等為名的色情業，俗稱「阿公店」，也稱為情人茶座、情人雅座、情人咖啡座等。少數的摸摸茶提供觀影服務，類似影音包廂，這稱之為情人影陪店、觀影情人店，裏面播放的也通常是色情影片。
一般由坐台小姐在燈光昏暗且非常狹窄的包廂中，陪客人飲茶或咖啡，小姐通常年紀較大，為40歲到60歲左右。顧客大多數為中老年人，客人通常都可以毛手毛腳。
而摸摸茶的行話「半茶」也就是「半套」（手交）服務，而「全茶」也就是「全套」（性交）服務。但有的坐檯小姐沒有提供性的服務，坐檯小姐服務的尺度看客人手腕，非正式的規矩。